# In the End (canção do Black Veil Brides)
"In the End" é uma canção da banda americana de rock Black Veil Brides, lançada como primeiro single para seu terceiro álbum de estúdio, Wretched and Divine: The Story of the Wild Ones. O single foi lançado em 31 de outubro de 2012.

## Créditos
- Andy Biersack - Vocais
- Jake Pitts - Guitarra solo
- Jinxx - Guitarra base, violino, backing vocals
- Ashley Purdy - Baixo, backing vocals
- Christian Coma - Bateria